# Yamata no Orochi

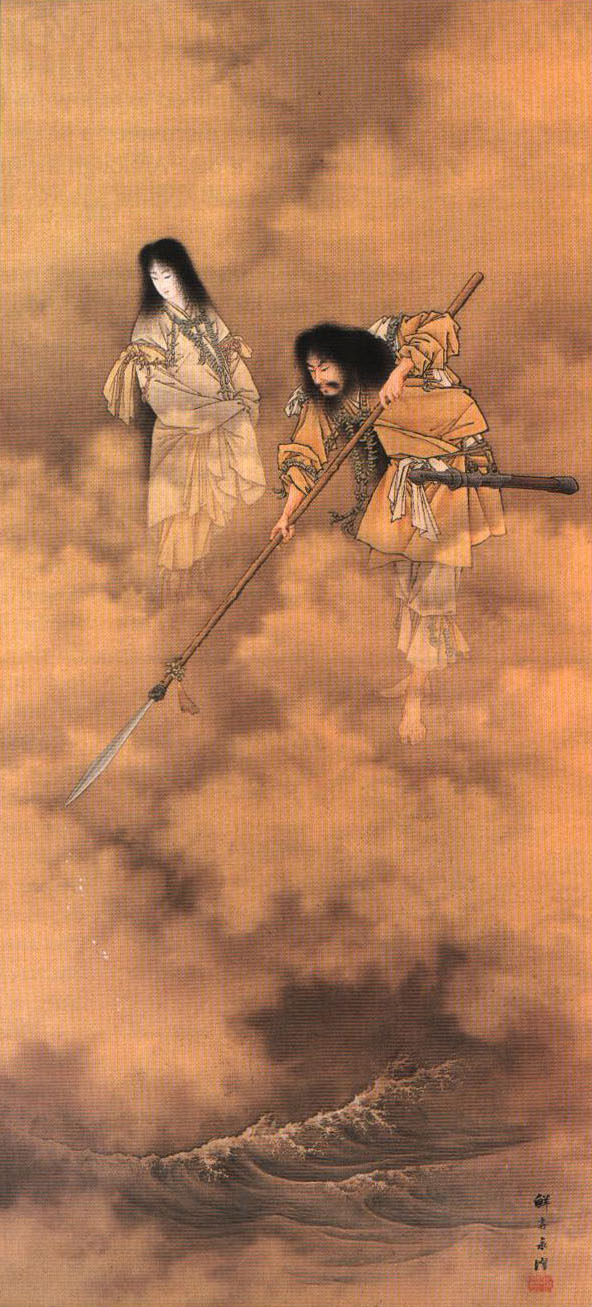
Izanagi và Izanami sử dụng Ame-no-nubuku tạo nên nước Nhật

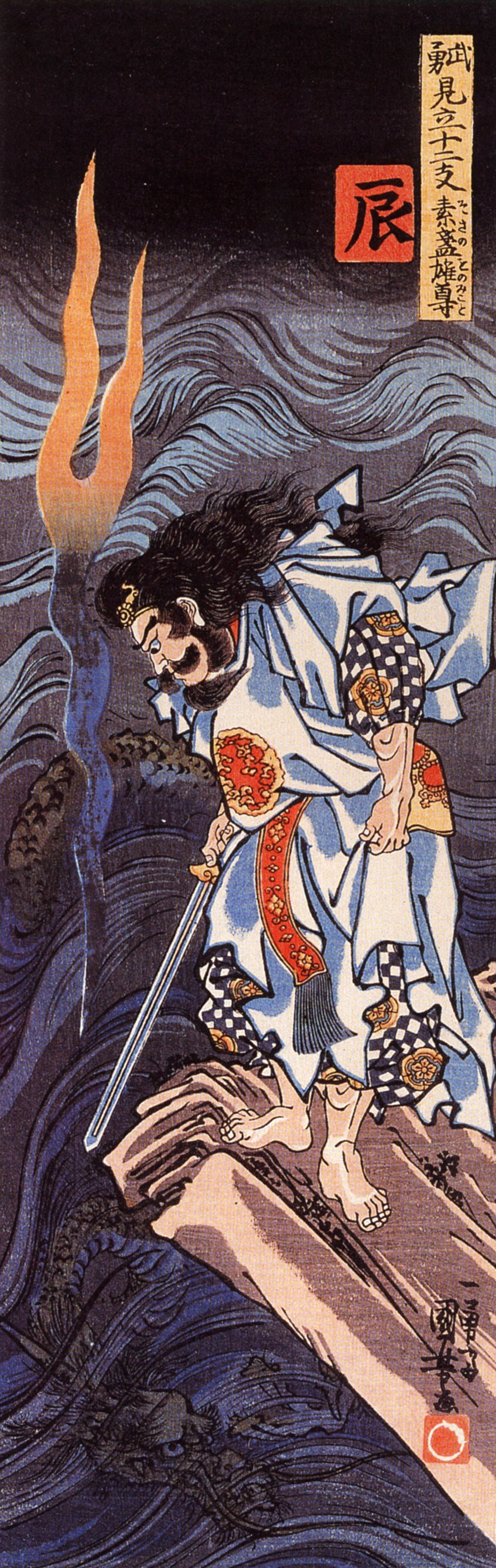
Tranh dân gian vẽ lại cảnh Susa-no-O tiêu diệt Orochi

Yamata no Orochi (八岐の大蛇 (Bát Kì đại xà)), hay còn được gọi tắt là Orochi. Đây là một sinh vật dạng rắn trong Thần đạo Nhật Bản. Yamata no Orochi được miêu tả có tám cái đầu, bát ở đây là 8 chỗ mà từng nhánh được tách ra thành đầu. Thân hình khổng lồ của Orochi được miêu tả trải dài 8 thung lũng, 8 quả đồi. Nó ngụy trang bằng rêu phong, cây bách và cây tuyết tùng trên lưng nên trông nó không khác gì một dãy núi.

## Trong truyền thuyết Nhật Bản

### Ra đời
Izanagi (tiếng Nhật - イザナギ) là vị nam thần đã hình thành nên nước Nhật cổ bằng cách sử dụng thanh giáo thần Ame-no-nubuki khuấy vào đại dương, tạo ra 8 hòn đảo hình thành nên nước Nhật cổ. Đến một ngày, nữ thần Izanami (vợ thần Izanagi) hạ sinh Hinokagu là thần lửa thổ thần. Lửa bốc cháy khiến nữ thần Izanami qua đời. Thần Izanagi nổi giận, chém Hinokagu thành 8 khúc. Mỗi phần của Hinokagu trở thành những núi lửa khác nhau.
Sau khi bị Izanagi chém, linh khí của Hinokagu đầu thai nhân thế, trở thành Hỏa Thần. Còn phần tà khí sinh ra do mặc cảm tội lỗi với mẹ và oán cha tích tụ lại trong 8 ngọn núi lửa và cứ 100 năm lại gieo rắc tai ương cho con người. 8 ngọn núi lửa với mỗi đống dung nham lớn là 1 đầu rắn, 8 dòng hợp lại thành Orochi. Theo truyền thuyết, mỗi đầu của Orochi ứng với một tội lỗi của con người (bất hiếu, bất tín, bất minh, ngu muội, vô cảm, nham hiểm, nông nổi, dục vọng).

### Bị tiêu diệt
Theo sử thi Kojiki của người Nhật ghi lại, thần Susa-no-O khi rời cõi tiên xuống trần tìm người chị Amaterasu để nhận lỗi (do trước đó hai người cãi nhau), khi tới huyện Izumo thì gặp vợ chồng thổ địa Kuni-tsu-Kami gần đầu nguồn suối Vàng đang khóc như ri. Susa-no-O hỏi rõ nguyên cớ, hai vợ chồng thổ địa kể chàng nghe về lễ cống nạp cho Orochi hàng năm bằng chính những đứa con gái của mình, và năm đó là năm cuối cùng vua rắn cần nốt cô gái thứ 8 của họ tên là Kushi-inada-hime.
Susa-no-O ngay lập tức hỏi cưới Kushi-inada-hime, rồi hóa phép biến cô thành một chiếc lược cài lên tóc mình để Orochi không đánh hơi ra. Biết mình không phải là đối thủ cân sức của vua Rắn, chàng nhờ nhà vợ cất rượu với nồng độ cao gấp 8 lần bình thường, rồi chia ra 8 hũ chất quanh cửa vào nhà, phục sẵn Orochi đến lấy cúng nạp. Khi tám cái đầu rắn vục sâu vào uống rượu, say túy lúy, chàng dũng sĩ lao ra kết liễu cắt lấy 8 đầu rắn. Sau đó, chàng tìm được từ đuôi Orochi thanh gươm Ama-no-Murakumo-no-Tsurugi (còn có tên là Kusanagi-no-Tsurugi). Thanh gươm này được chàng gửi tặng người chị Amaterasu để làm hòa.
Cũng có bản khác kể lại rằng khi Susa-no-O chém giữa đuôi Orochi thì kiếm bị gãy. Ông tìm và phát hiện ra nguyên liệu lạ từ phần đuôi của Yamata-no-Orochi. Ông đã lấy nguyên liệu này để làm ra thanh gươm từ chỗ đuôi này để rèn ra thanh kiếm huyền thoại Ama-no-Murakumo-no-Tsurugi.

## Tương đồng văn hóa
So sánh nhiều nền văn hóa khác nhau về loài quái vật, nhất là loài rồng 8 đầu phố biển hơn cả loài 7 hay 9 đầu. De Visser nói rằng số 8 là "khuôn mẫu" của các truyện thiết về các vị vua và các vị thần tiên cưỡi rồng hoặc tiêu diệt rồng. Văn hóa diệt rồng có sự tương đồng giữa các văn hóa trong các truyền thuyết của Cambodia, Ấn Độ, Ba Tư, Trung Đông, Đông Phi, và các khu vực Địa Trung Hải." Smith identifies the mythic 7- or 8-headed dragons with the 7-spiked Pteria spider shell or 8-tentacled octopus.
- Thor vs. Jörmungandr
- Sigurd vs. Fafnir (Bắc Âu)
- Perun vs. Veles
- Dobrynya Nikitich vs. Zmey Gorynych (Slav)
- Tarhunt vs. Illuyanka (Hittite)
- Teshub vs. Ullikummi (Hurrian)
- Zeus vs. Typhon
- Heracles vs. Hydra
- Apollo vs. Python (thần thoại) (Hy Lạp)
- Indra vs. Vritra
- Krishna vs. Kāliyā (Ấn Độ)
- Θraētaona vs. Aži Dahāka (Hoả giáo)
- Garshasp vs. Zahhak (Ba Tư)
- Thánh George và Con rồng canh gác lâu đài (Christian)
- Saint Michael vs. Herensuge (Basque)
- Făt-Frumos vs. Balaur (Romania)
- Baʿal vs. Yam (Canaan)
- Hạ Vũ vs. Tướng Liễu hay Cộng Công (Trung Quốc)
- Marduk vs. Tiamat (Lưỡng Hà)
- Ra vs. Apep (Ai Cập)
- Gabriel vs. Rahab (Do Thái)
- Chúa vs. Quỷ Satan (Christian)
- Lạc Long Quân và Ngư Tinh (Việt Nam)
- Quetzalcoatl vs. Cipactli (Aztec)
- Benzaiten vs. Gozuryu
- Mankan vs. Kuzuryū (Phật giáo Nhật Bản)
- Drangue vs. Kulshedra (Albania)
- Vahagn vs. Vishap (Armenia)

## Trong văn hóa hiện đại

### Manga và Anime
- Yamata-no-Orochi được khai thác nhiều trong Anime và Manga như bộ manga Kannazuki no Miko, Anime Inuyasha Movie 2: "The Castle Beyond the Looking Glass", Anime Onigamiden...
- Truyền thuyết Susa-no-O chiến thắng rồi phong ấn Orochi được phóng tác lại trong một số bộ manga, anime như Yaiba, Dragon Quest: Emblem of Roto, Wanpaku Ōji no Orochi Taiji...
- Hình dạng rắn của nhân vật Orochimaru trong bộ manga Naruto cũng được lấy cảm hứng từ Yamata-no-Orochi.

### Trong Video Games
- Okami do Capcom phát hành trên PS2 (2006) và Wii (2008) là câu chuyện tiếp theo 100 năm sau khi Susa-no-O phong ấn Orochi. Orochi thức dậy sau 100 năm phong ấn, nữ thần mặt trời Amaterasu (dưới lốt sói trắng) không đành lòng đứng nhìn quyết tâm đi tiêu diệt Orochi lần nữa.
- Hai game "Otogi" của hãng From Software cho hệ máy Xbox và seri game Dragon Warrior cũng đề cập tới Orochi.
- Ba tựa game Warriors Orochi, Warriors Orochi 2 và Warriors Orochi Z của Koei sử dụng Orochi như một nhân vật chính.
- Onmyoji một tựa game của NetEase cũng lấy Yamata no Orohi làm một nhân vật.

#### Trong series video game Warriors Orochi
Trong series game này, Yamata-no-Orochi là trùm mạnh nhất của game, và cũng là nguyên do gây nên sự hỗn độn trong game.
- Trong Warriors Orochi, Orochi sử dụng quyền năng vô biên của mình, làm lệch thời gian, không gian để gộp cả hai thời Tam Quốc (Three Kingdoms) của Trung Quốc và Chiến Quốc (Sengoku) của Nhật Bản vào với nhau. Trong thế giới mới hỗn độn này, Orochi cùng đội quân của mình (mang màu sắc và hình dạng gần giống rắn) từng bước qui hàng các thế lực khác và âm mưu thôn tính thế giới qua từng trận đánh. Orochi có dưới trướng rất nhiều trợ thủ đắc lực như Đắc Kỉ, Lã Bố, Maeda Keiji, Tư Mã Ý... Vì vậy, thế lực Orochi gần như bất khả xâm phạm và là nỗi đe dọa cho tất cả.
- Sau khi bị đánh bại trong phần một, tại Warriors Orochi 2, Orochi được hồi sinh bởi kế hoạch của Đắc Kỉ đã quay lại báo thù. Trong phần này, Xà Vương còn được trợ giúp bởi ông tổ samurai Taira no Kiyomori, thần nữ Himiko và cả Tề Thiên Đại Thánh.

### Điện ảnh
- Trận chiến giữa Susanoo và Yamata-no-Orochi được nhắc lại trong bộ phim The Birth of Japan năm 1959.
- Trong bộ phim Yamato Takeru hay Orochi The Eight Headed Dragon, Yamata-no-Orochi chính là thần mặt trăng Tsukuyomi hóa thành để chiếm lấy thế giới. Sau này Yamata-no-Orochi(Tsukuyomi) bị Yamato Takeru đánh bại.
- Yamata-no-Orochi xuất hiện trong bộ phim Onmyouji II dưới dạng vết xăm trên vai của Susa và Amemiko.
- Con Kaiju King Ghidorah trong bộ phim Godzilla, Mothra and King Ghidorah: Giant Monsters All-Out Attack vốn là Yamata-no-Orochi nhưng chỉ còn ba đầu.
- Con quái thú Magata No Orochi trong series Ultraman Orb được lấy ý tưởng từ Yamata-no-Orochi